# العرمة (العدين)

تعديل مصدري - تعديل

العرمة محلة تابعة لقرية خصالة، التابعة لعزلة الغضيبة بمديرية العدين إحدى مديريات محافظة إب في الجمهورية اليمنية.، بلغ تعداد سكانها 35 حسب تعداد اليمن لعام 2004.